# Fulko V. z Anjou
Fulko V. z Anjou (1089/1092, Angers – 13. listopadu 1143, Akko) byl hrabě z Anjou a Tours (1109–1129), z Maine (1110–1129) a jeruzalémský král (1131–1143). Během své vlády osvědčil diplomatické a politické schopnosti, dával přednost vyjednávání před bitevním polem. Poslední roky jeho vlády ve Svaté zemi byly ve znamení míru a blahobytu.

## Hrabě z Anjou

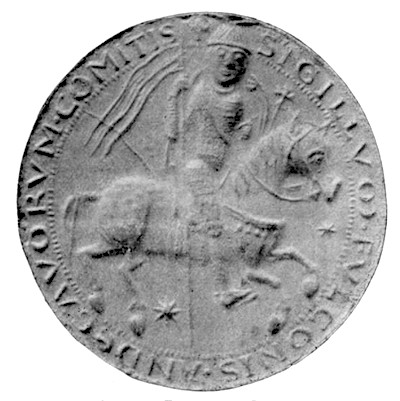
Fulkova hraběcí pečeť

Fulko se narodil někdy mezi léty 1089–1092 jako syn hraběte Fulka IV. z Anjou a jeho čtvrté manželky Bertrady z Montfortu, dcery Šimona z Monfortu. Brzy po narození syna v roce 1092 Bertradu unesl francouzský král Filip I. a oženil se s ní, přestože i on byl ženatý s Bertou Holandskou.
Fulko, který měl údajně špatnou paměť na jména, se roku 1109 po otcově smrti stal hrabětem z Anjou a o rok později své panství dále rozšířil, když se oženil s Ermengardou, dcerou hraběte Eliáše I. z Maine a jeho jedinou dědičkou. V bojích mezi francouzským králem Ludvíkem VI. a anglickým králem Jindřichem I. byl na straně francouzského krále.
| „                    | Král Jindřich pobýval po celý rok v Normandii kvůli válce s francouzským králem, hrabětem z Anjou a hrabětem flanderským... | “ |
| — Anglosaská kronika | |   |

 Na stranu Jindřicha I. přešel teprve v červnu 1119, když se provdala jeho dcera Matylda za králova syna Viléma Aethelinga. Po Vilémově tragické smrti následujícího roku král Jindřich zadržel Matyldin vdovský podíl, čímž znovu vzplanuly vzájemné spory s hrabětem z Anjou.

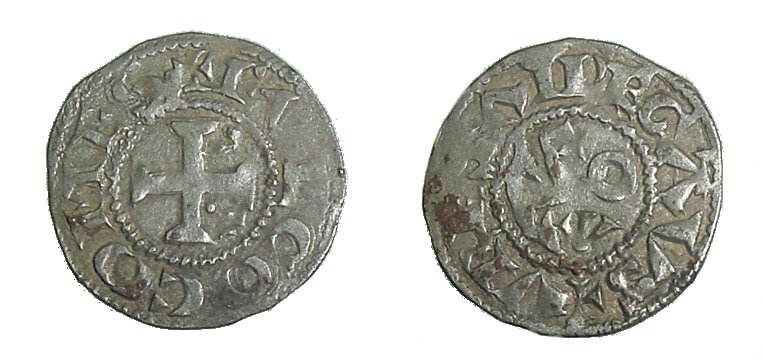
Fulkův stříbrný

V roce 1120 vykonal hrabě pouť do Svaté země, kde se stal jakýmsi přidruženým členem nově vzniklého rytířského řádu templářů. Po návratu z pouti Fulko věnoval templářům 30 anjouských liber. Roku 1127 byl Vilém Clito, Fulkův bývalý zeť, uznán flanderským hrabětem a anglický král Jindřich v obavě před uplatněním Vilémova nároku na Normandii navrhl Fulkovi manželské spojení své dědičky Matyldy a Fulkova syna Geoffroye. Dynastická svatba se konala v červnu 1128. Když téhož roku jeruzalémský král Balduin II. hledal manžela pro svoji dceru Melisendu a vyslal za tím účelem poselstvo do Francie, francouzský král Ludvík VI. mu doporučil hraběte z Anjou.

## Jeruzalémský král

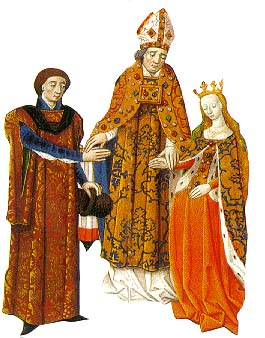
Svatba Fulka a Melisendy na dobové iluminaci

Svatá země roku 1135

Fulko se v doprovodu Huga z Payens vydal na jaře 1129 do Palestiny, kde se 2. června oženil s dědičkou jeruzalémského království Melisendou. Zdá se, že evropský kontinent opustil spíše v touze naplnit ideál křesťanského vládce, než aby toužil po uchvácení lén.
S tchánem se zúčastnil neúspěšného tažení proti Damašku a po roce 1130 také umravňování příliš ambiciózní antiochijské kněžny Alice. Balduin Jeruzalémský zemřel v srpnu 1131.
| „                 | Po jeho smrti ho nenahradil žádný Frank obdařený rozumem a schopností vládnout. Jako nový král po něm následoval hrabě Fulko z Anjou, který připlul po moři z jejich končin. Muž mdlého úsudku a ochablé vůle. | “ |
| — Ibn al-Qalánisí | |   |

Fulko se stal spoluvládcem Jeruzalémského království a po nástupu na trůn se musel nejdříve mezi odbojnými křižáckými vládci prosadit, protože nikdo z nich se nechtěl považovat za jeho leníka. Střetl se s Ponsem z Tripolisu a Joscelinem, vládcem Edessy. Se svou chotí jako spoluvládkyní se zpočátku nechtěl dělit o moc a do důležitých funkcí jmenoval své francouzské stoupence. Rozpory v království a silná podpora královny mezi poddanými jej posléze přiměly ke změně názoru a s manželkou se dohodl na formě spoluvlády, jež byla zřejmě původně zakotvena i v manželské smlouvě.
Byl donucen potlačit nový pokus kněžny Alice o získání vlády nad Antiochií a poté ji vykázal znovu do Latákie. Vládu nabídl Raimondovi z Poitiers, mladšímu synovi akvitánského vévody, který lákavou nabídku přijal, v převlečení doputoval na Východ a za pomocí lsti se oženil nikoli s Alicí, ale s její malou dcerou Konstancií. Tím se za Fulkovy pomoci stal vládcem v antiochijském knížectví. V roce 1137 Fulko vytáhl na pomoc Tripolisu, který napadl Zengí. Zengímu se však podařilo nečekaným útokem křižáky porazit a král se spolu se svou družinou musel uchýlit na hrad Montferrand, který Zengí vzápětí oblehl. Po krátkém obléhání Zengí nabídl králi volný odchod rytířů výměnou za postoupení hradu. Král s návrhem souhlasil. Přes relativně umírněné Zengího požadavky mu zisk hradu umožnil kontrolovat vstup do údolí řeky Orontes.
Fulko svého diplomatického umu využíval při sporech mezi jednotlivými muslimskými vládci ve svůj prospěch a neváhal v případě potřeby uzavírat spojenectví s jednou z muslimských stran. Roku 1139 pomohl za pravidelnou měsíční úplatu Damašku obléhanému mosulským atabegem Zengím, který se po spatření křižáckého vojska raději stáhl bez boje. Damašský vládce Unur poté navštívil dvůr v Akkonu, Jaffě a Jeruzalému. Fulkovi se podařilo na jihu království vybudovat ochranný val v podobě hradů a pevností, které měly chránit jižní hranici a zároveň v případě potřeby sloužit jako základna pro výboj na jih od Mrtvého moře.
Za jeho vlády sílil příliv nových obyvatel a města obnovila hospodářské vztahy se Západem i Východem. Díky králově péči nezískalo žádné z italských měst obchodní monopol a mezi podílníky na obchodním podnikání se zařadilo jihofrancouzské město Marseille. Jeruzalémské království postupně znásobilo své zisky. Fulko byl tolerantní i vůči náboženským zvyklostem obyvatel, muslimové měli rozsáhlé svobody a jakobité s Armény byli pod královou ochranou. Stejně tak se mohli svobodně projevovat i věřící východního ritu. Latinské kláštery získaly od královského páru četná nadání.

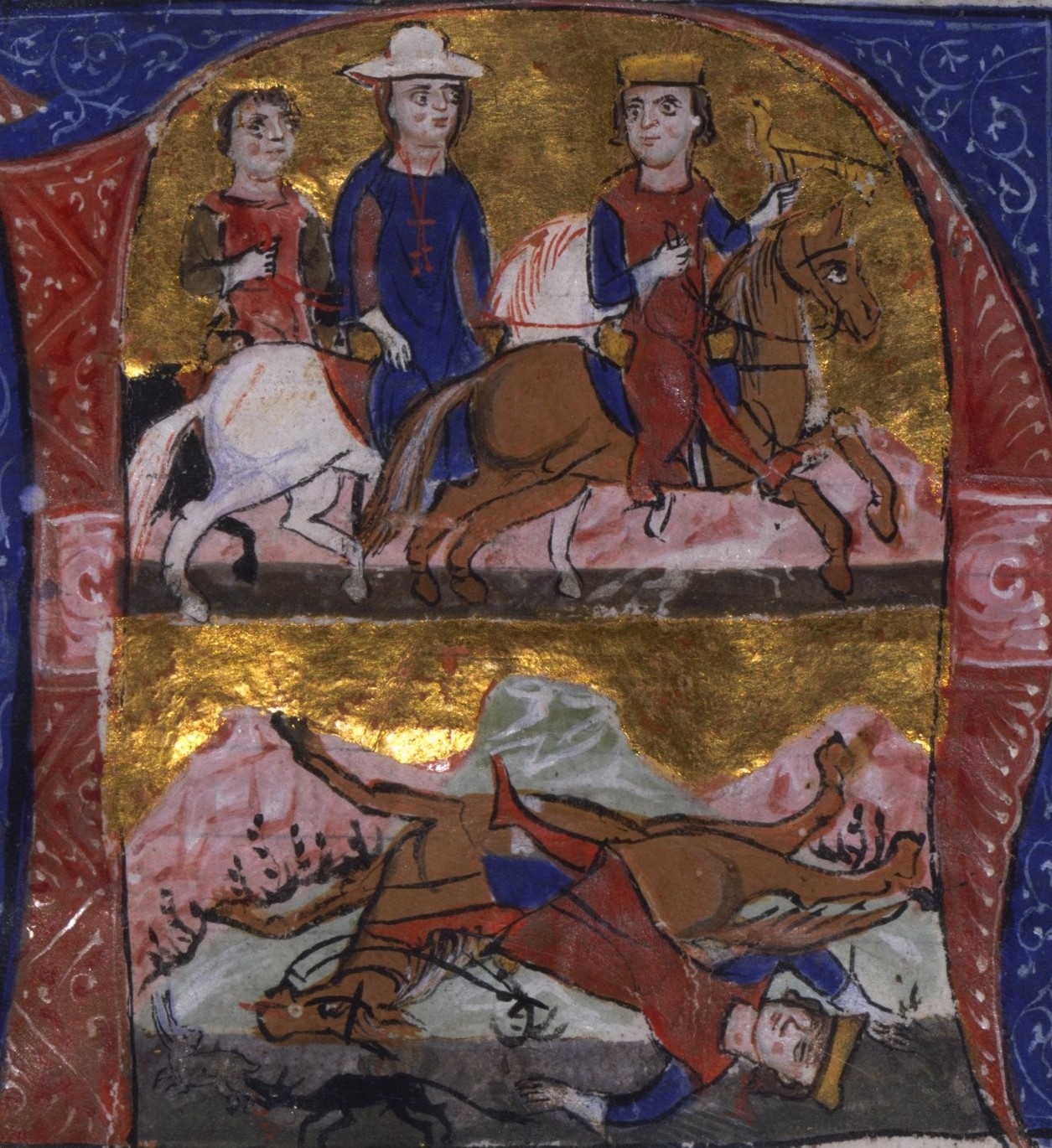
Smrt Fulka V. z Anjou

| „                        | Zbožný, mírný, přívětivý (na rozdíl od toho, jací jsou všeobecně ryšavci!), laskavý a soucitný, velkorysý ve skutcích milosrdenství i v almužnách... Velice zkušený ve vojenském umění, ve válečných strastech trpělivý a prozíravý... | “ |
| — Kronika hrabat z Anjou | |   |

## Smrt
Dne 7. listopadu 1143 si královský dvůr při pobytu v Akkonu na přání královny vyjel na projížďku. Během ní králův kůň zakopl a svého jezdce shodil. Při pádu jej udeřilo těžké sedlo do hlavy. S hrozivou ránou na hlavě přenesli krále v bezvědomí zpátky do Akkonu, kde o několik dní později na následky zranění zemřel.
Králova nečekaná smrt na lovu vyvolala vážnou krizi v království. Oba jeho synové Balduin a Amaury z manželství s Melisendou byli nezletilí a vlády se ujala vdova jako regentka. Oslabení království využily antiochijské knížectví a edesské hrabství k tomu, aby se zcela osamostatnily. Fulkova smrt usnadnila mosulskému atabegovi Zengímu dobytí Edessy na konci roku 1144.

## Potomci
I. ∞ 1110 Ermengarda z Maine († 1126)
- Geoffroy V. z Anjou (1113–1151) – hrabě z Anjou
- Sibyla z Anjou (1112–1165) – I. ∞ 1123 Vilém I. Flanderský; II. ∞ 1134 Dětřich Alsaský
- Matylda z Anjou (1107–1154) ∞ Vilém Aetheling
- Eliáš II. z Maine († 1151) – hrabě z Maine

II. ∞ 1129 Melisenda Jeruzalémská (asi 1105 – 1161)
- Balduin III. Jeruzalémský (1130–1162) – jeruzalémský král
- Amaury I. Jeruzalémský (1136–1174) – jeruzalémský král